# Palpares fulvus
Palpares fulvus is een insect uit de familie van de mierenleeuwen (Myrmeleontidae), die tot de orde netvleugeligen (Neuroptera) behoort. 
Palpares fulvus is voor het eerst wetenschappelijk beschreven door McLachlan in 1867.